# Martin Lacis
Martin Ivanovič Lacis (rusky Мартын Иванович Лацис, lotyšsky Mārtiņš Lācis), vlastním jménem Jānis Sudrabs, (16. prosince 1888, Rosenbeck, Vendenský újezd – nyní Rozula, Cēsiský kraj – 20. března 1938, Moskva) byl sovětský politik.

## Životopis

### Mládí
Martin Lacis se narodil v rodině nádeníka. Kvůli chudobě nemohl Lacis studovat. Od osmi let pracoval otci na poli, později odjel do Rigy, kde se stal truhlářem a pomocným dělníkem v obchodě.
Roku 1905 se Lacisovi nepovedly přijímací zkoušky, zklamaný z Rigy odešel a živil se různě. V té době se začal Lacis seznamovat s marxismem.

### Revolucionář
Roku 1905 vstoupil Lacis do Sociálně demokratické strany Lotyšska. V roce 1907 se začal obávat možnosti zatčení a změnil si jméno.
V roce 1915 byl Lacis zatčen za propagaci revolucionářských knih a poslán do Irkutsku. Podařilo se mu však utéct do Petrohradu a tam se připojit k bolševikům. V roce 1917 byl jedním z organizátorů Rudých gard.

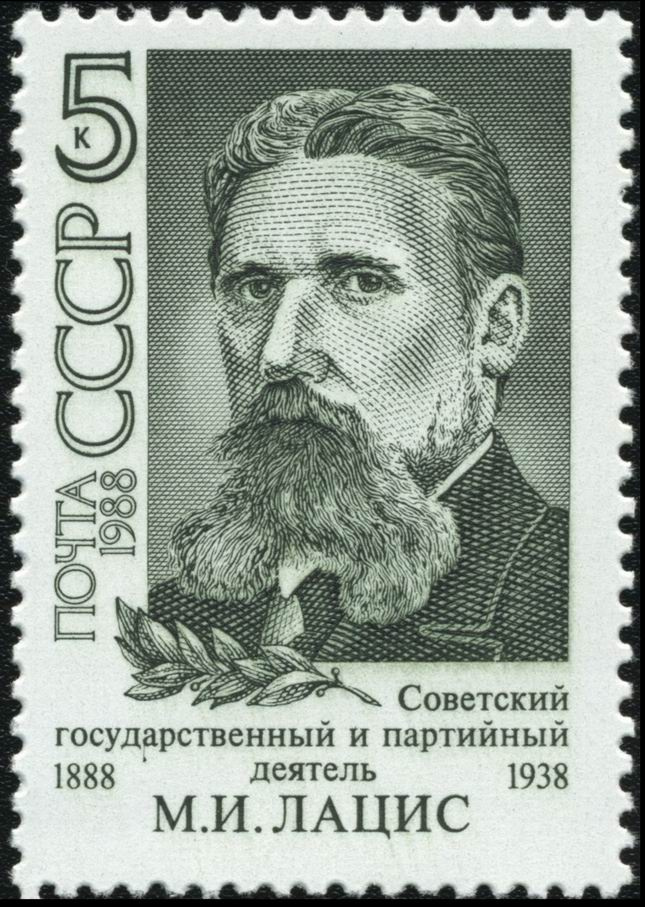
Lacis na ruské poštovní známce z roku 1988

### Čekista
Roku 1918 bylo Lacisovi schváleno členství v kolegiu Čeky. Ve stejný rok byl dočasným místopředsedou Felixe Dzeržinského. Když téhož roku se několik levých Eserů pokusilo o převrat, byl Lacis jedním z velitelů Lotyšských střelců, kteří pomáhali převrat potlačit. Roku 1922 Lacis z Čeky odešel a do roku 1937 pracoval jako učitel (později i ředitel) Plechanovovy ruské ekonomické akademie.

### Smrt
Roku 1937 byl Lacis zatčen, odsouzen k trestu smrti a 20. března 1938 popraven. Roku 1956 byl Lacis rehabilitován.